# 중화인민공화국의 곰돌이 푸 검열
중화인민공화국의 곰돌이 푸 검열에 관한 내용이다.
2017년 7월부터 중화인민공화국 정부는 검열을 통해 의인화된 테디 베어인 곰돌이 푸, 특히 디즈니 버전의 캐릭터 이미지를 삭제했다. 이 검열은 중국공산당 중앙위원회 총서기 시진핑이 인터넷 밈에서 곰돌이 푸에 비유된 것에 대한 결과로 여겨지며, 중국공산당은 이를 시진핑에 대한 무례한 조롱으로 인식했다. 검열에도 불구하고 중국에서 곰돌이 푸를 묘사하는 책이나 장난감에 대한 일반적인 금지는 없다. 상하이 디즈니랜드에서는 여전히 곰돌이 푸 테마의 놀이기구 2개가 운영되고 있다.

## 배경

### 중국의 검열
중국공산당 (CCP)은 광범위한 검열을 사용한다. 예를 들어, 중국 정부는 문화대혁명 및 마오쩌둥, 1989년 천안문 사건, 티베트의 인권, 중국의 위구르족 박해, 대만 독립운동과 관련된 주제를 검열했다.
초기에는 중국 대륙에 국한되었던 중국 정부의 검열은 이제 중화민국과 같은 다른 지역으로 확산되고 있다. 예를 들어, 2017년 대만 대학들은 통일/독립 또는 "일변일국"과 같은 민감한 문제에 대해 수업에서 논의하지 말 것을 요청받았다. 유료 중국 대륙 학생들의 재정적 이점 때문에 157개 대학 중 80개 이상이 요구에 동의하여 학문적 독립성이 훼손되었다.

### 시진핑과 곰돌이 푸의 비교
중국 인터넷 사용자들은 시진핑을 곰돌이 푸에 자주 비유했다. 이러한 비교는 시진핑의 대외적인 이미지를 풍자하는 역할을 한다. 시진핑은 진지한 모습을 보이려 하지만, 곰돌이 푸는 아이들을 위한 코미디 만화 캐릭터이다.
만화 캐릭터와 시진핑 간의 비교는 2013년 중국 지도자가 미국에서 버락 오바마를 방문했을 때로 거슬러 올라간다. 두 지도자가 걸어가는 모습이 곰과 그의 친구 티거의 모습과 즉시 비교되었다. 그날 소셜 미디어에 퍼진 유머러스한 분위기는 인터넷 사용자들이 곰돌이 푸 모험에 등장하는 슬픈 당나귀 이요르와 합리적인 유사성을 발견한 아베 신조 일본 총리를 포함한 다른 지도자들과의 다른 경우에도 반복되었다. 시진핑에 대한 어떠한 유머러스한 언급도 허용하기를 매우 꺼려했던 당국은 일부 정치 활동가와 반체제자들이 곰돌이 푸를 사용하여 불만을 표현하자 결국 곰을 비난하게 되었다.
중국 정부는 인터넷 사용자들이 중국공산당 중앙위원회 총서기 시진핑을 조롱하기 위해 이 캐릭터를 사용했기 때문에 소셜 미디어에서 곰돌이 푸의 이미지와 언급을 차단했다. 이는 중국의 검열을 회피하려는 블로거들을 제한하려는 더 큰 노력의 일환이다. 특히, 2018년 영화 곰돌이 푸 다시 만나 행복해는 이러한 비교 때문에 중국에서 금지되었다. 정부는 지도자에 대한 조롱을 피하는 것뿐만 아니라 이 캐릭터가 중국공산당 중앙위원회 총서기에 대한 온라인 완곡어법이 되는 것을 막으려 한다.

## 문화적 영향
2019년 2월 21일, 대만 비디오 게임인 환원이 출시 이틀 후 시진핑을 푸에 비유하는 이스터 에그를 포함한 것으로 밝혀졌다. 그 결과, 환원은 스팀에서 중국 게이머들의 평가 폭탄을 심하게 받았고, 게임은 전체적으로 "매우 긍정적"이었던 평가가 "주로 부정적"으로 바뀌었다. 이 게임은 2월 23일에 중국의 스팀에서 삭제되었다. 2019년 7월, 중국 정부는 중국에서 이 게임의 원래 배급사였던 Indievent의 사업 면허를 취소했다. 정부의 공식 성명은 이 취소가 관련 법률 위반 때문이라고 밝혔다.
2019년 10월, 푸는 시진핑과의 닮은 점 때문에 사우스 파크 에피소드 "밴드 인 차이나(Band in China)"에 등장했다. 에피소드에서 푸는 랜디 마시에게 잔인하게 살해당한다. 이 에피소드로 인해 사우스 파크는 중국에서 금지되었다.
2023년 3월 21일, 영화 배급사 VII Pillars Entertainment는 페이스북을 통해 3월 23일에 개봉될 예정이었던 위니 더 푸: 블러드 앤 허니가 홍콩과 마카오 지역에서 개봉 취소될 것이라고 발표했다. 이러한 움직임은 2021년에 홍콩의 영화 검열 규정이 개정되어 "국가 안보에 잠재적으로 해로울 수 있는" 영화의 공개 상영을 금지하는 것에 영향을 받은 것으로 의심된다. 그러나 VII Pillars Entertainment는 결정에 대한 설명을 제공하지 않았다.
2023년 4월 8일, 대만 공군은 대만 조종사의 이미지를 공개했다. 조종사는 곰돌이 푸를 주먹으로 때리는 타이완 흑곰을 묘사한 어깨 패치를 착용하고 있었다. 이 배지는 2022년에 알렉스 쉬가 디자인했다. 사진이 바이럴된 후 쉬는 민간인과 군인 모두에게 인기가 많아 패치를 더 주문했다. 그는 언론에 "이 패치를 디자인하여 우리 군대의 사기를 높이고 싶었다"고 말했다. 이 패치는 대만 공군 유니폼의 공식적인 일부는 아니지만, 군은 사기를 높이는 것에 대해 "열린 태도를 유지할 것"이라고 밝혔다.

## 같이 보기
- 에르도안-골룸 비교 재판, 국가 지도자와 가상 캐릭터 간의 비교로 인한 또 다른 검열 사례
- 허셰
- 이수군
- 스트라이샌드 효과
- 시진핑의 개인 숭배